# Pinilla de los Barruecos
Pinilla de los Barruecos è un comune spagnolo di 110 abitanti situato nella comunità autonoma di Castiglia e León.